# Cholmondeley Castle
Cholmondeley Castle er et engelsk country house i sognet Cholmondeley, Cheshire, England. Sammen med den tilhørende have er den omgivet af park. Stedet har været sæde for Cholmondeley-familien siden 1200-tallet.
Den nuværende bygning erstattede en bindingsværkshal nærved. Den blev opført i 1800-tallet til George Cholmondeley (1. Marquess af Cholmondeley), der designede det meste selv i form af en kreneleret borg. Efter hans død blev huset udvidet efter tegninger af Robert Smirke, hvormed bygningen fik sin nuværende form.
English Heritage har klassificeret bygningen som listed building af anden grad.